# 盧秉政
盧秉政（？年—？年），字燮堂，四川省重庆府巴縣人，同治四年進士。

## 生平
同治三年（1864年），由附生中式甲子科並補行辛酉科本省鄉試舉人。同治四年，乙丑科會試中式進士，引見奉旨以部屬用，籤分刑部，是年閏五月到部，八月告假。同治六年十一月銷假，由玉牒館保奏奉旨免補主事以員外郎遇缺即補。同治七年三月，丁母憂，起復後於十年正月到部。同治十二年閏六月，學習期滿奏留。同治十三年十月，丁父憂，起復後於光緒三年五月到部。光緒六年十二月，補四川司員外郎，因迴避本省調補奉天司員外郎。光緒八年壬午科，充順天鄉試同考官。光緒十四年京察一等，經吏部帶領引見，二月十六日奉旨記名以道府用，三月升補河南司郎中。光緒年十月二十五日，奉旨補授廣東廣州府遺缺知府。
光緒十七年，捐助實銀一萬兩賑直隸水災，奉硃批：「盧秉政著以道員即選。欽此」。光緒二十一年四月二十一日，諭軍機大臣等。廣東惠州府知府盧秉政著譚鍾麟、馬丕瑤。悉心察看，如竟不能勝任。即行據實參奏、毋稍遷就。將此諭令知之。五月九日。諭內閣：惠州府知府盧秉政平庸貪污、嗜好更深、著即行革職。光緒二十四年，譚鍾麟推荐其頗諳醫理，晉京為光緒帝診病，九月十八日被光緒以「脈理欠通，用藥固執」，飭回廣東。光緒二十四年十月，帶領引見，開復原官升階，仍留原省補用。光緒二十六年，經兩廣總督陶模以「才具平庸，作事苟且，前署惠州府考試不公，士論譁然」，奏參休致。
光緒二十九年，廣西巡撫王之春奏：「廣東候補知府盧秉政，報效萬金，購置軍火。請註銷休致處分。」，得旨： 「著不准行。」光緒三十四年，報銷廣東高等工業學堂經費庫平銀二萬兩，請註銷休致處分。曾任兩廣新軍軍醫學堂監堂兼中醫教授